# Ogradna
Ogradna (bulgariska: Оградна) är ett distrikt i Bulgarien.   Det ligger i kommunen Obsjtina Nedelino och regionen Smoljan, i den södra delen av landet, 190 km sydost om huvudstaden Sofia.
I omgivningarna runt Ogradna växer i huvudsak blandskog. Runt Ogradna är det ganska tätbefolkat, med 80 invånare per kvadratkilometer.